# Polanka (przystanek kolejowy)
Polanka – dawny wąskotorowy kolejowy przystanek osobowy w Przygłowie, w województwie łódzkim, w Polsce.